# Прядко Павло Ігорович
Павло́ І́горович Прядко́ (нар. 12 липня 1990, м. Луганськ, Україна) — український журналіст, телеведучий.

## Життєпис
Народився 12 липня 1990 року в місті Луганськ. Луганську середню спеціалізовану школу №54 закінчив 2007-го. Спеціальність режисера та диктора телебачення отримав у Луганській державній академії культури і мистецтв, яку закінчив 2012-го.

## Кар'єра
З серпня 2008-го — редактор та ведучий прямих ефірів ранкової програми «Підйом» на Луганському обласному телебаченні. У вересні 2011-го приєднався як журналіст до команди програми «Сніданок з 1+1».

### Телеканал«НТН»
Призначення спеціальним кореспондентом програми «Свідок» на телеканалі «НТН» стало у листопаді 2012 року. На цій посаді пропрацював протягом пяти років.
2015 року відзначений поліцією міста Києва за допомогу правоохоронцям у розкритті резонансного вбивства вінничанки Катерини Обухівської та її 10-річної доньки Ганни.
Від 20 березня 2017 року — ведучий щоденної інформаційно-публіцистичної програми «Свідок»: ведення вечірніх випусків о 19:00 та о 23:15 по черзі із Олександром Бондарчуком.

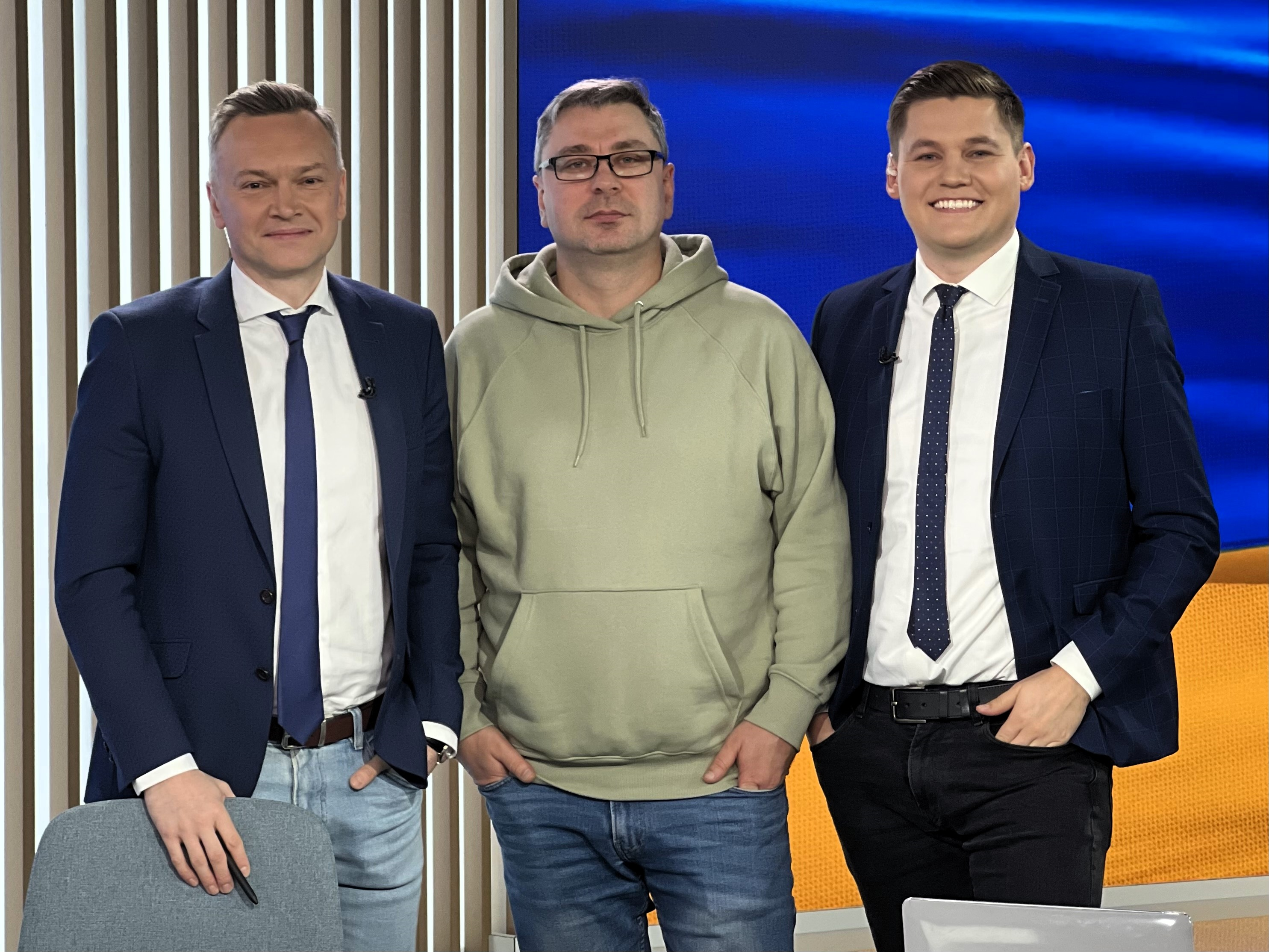
Телеведучі Андрій Данілевич та Павло Прядко із випусковим редактором проєкту «FREEДОМ» Сергієм Лівадним (2024)

Лот «Майстер-клас від телеведучого Павла Прядка» використовувався у благодійному аукціоні «Інтер – дітям», серед сотні унікальних лотів від зірок та телеведучих. Усі зібрані кошти було спрямовано на покупку сучасної системи MultiFiltrate для Центру дитячої токсикології, інтенсивної та еферентної терапії «Охматдиту».
Від 2022 року прямі ефіри програми «Свідок» виходять YouTube-каналі проекту з понеділка по п'ятницю із ведучими Андрієм Данілевичем, Павлом Прядко, Іриною Юсуповою та Яном Іванишиним.

### Телеканал«FREEДОМ»

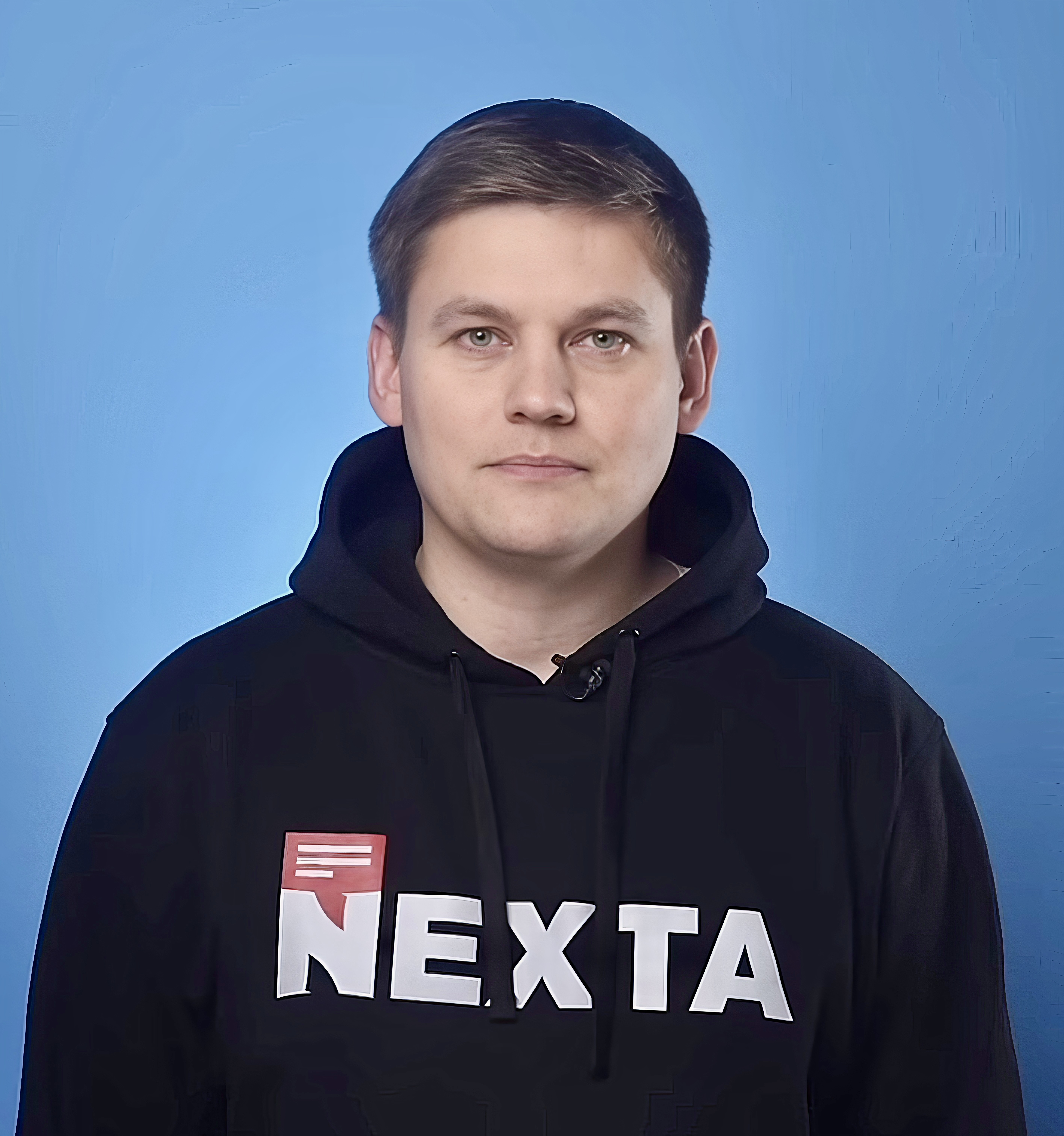
Павел Прядко в студии канала NEXTA (2025)

Через кілька тижнів після початку російського вторгнення в Україну 2022 року почав працювати редактором та ведучим на державному українському російськомовному каналі іномовлення «FREEДОМ».

## Відзнаки
- 2015 — Відзнака поліції міста Києва за допомогу правоохоронцям у розкритті особливо тяжких злочинів[6]